# Франсес, Алехандро
Алеха́ндро Франсе́с Торри́хо (исп. Alejandro Francés Torrijo; 1 августа 2002, Сарагоса) — испанский футболист, защитник клуба «Жирона» и молодёжной сборной Испании.

## Клубная карьера
Воспитанник академии «Реал Сарагоса», к которой присоединился в 2016 году. 17 декабря 2019 года дебютировал в основном составе «Реала Сарагосы» в матче кубка Испании против «Сокуэльямоса», выйдя в стартовом составе. 26 января 2020 года дебютировал за резервную команду в поединке Терсеры против «Тарасоны». 16 июня 2020 года в матче против «Луго» дебютировал в Сегунде. 20 августа 2020 года продлил контракт с Сарагосой до 2024 года.
6 декабря 2021 года в матче Сегунды против «Эйбара» забил свой первый гол за «Сарагосу».
26 июля 2024 года подписал пятилетний контракт с «Жироной». Сумма трансфера составляла 4 млн евро. 29 августа дебютировал за «Жирону» в матче Ла Лиги против «Осасуны», выйдя в стартовом составе.

## Карьера в сборной
Выступал за сборные Испании (U-17), (U-18) и молодёжную сборную. Осенью 2019 года выступал за сборную до 17 лет на юношеском чемпионате мира в Бразилии. На мундиале провёл 2 поединка, а его команда пробилась в четвертьфинал, где проиграла сверстникам из Франции.
В мае 2021 года попал в заявку молодёжной сборной на матч плей-офф молодёжного чемпионата Европы, проходившего в Венгрии и Словении. На турнире на поле не выходил, а испанцы уступили в полуфинале Португалии (0-1).